# Паулет (остров)
Паулет — вулканический остров в Антарктике. Остров был открыт британской экспедицией 1839—1843 годов. Шлаковый вулкан, высотой 353 метра, находится в 4,5 километрах к юго-востоку от острова Данди, у северо-восточной оконечности Антарктического полуострова.

## Описание
Остров сложен из застывших лавовых потоков, которые венчает шлаковый конус вулкана с небольшим кратером на вершине. Геотермальное тепло удерживает значительную часть острова свободным ото льда. Морфология вулкана свидетельствует о том, что он был активен по крайней мере в последние 1000 лет.

## История
Паулет был обнаружен британской экспедицией (1839—1843) Джеймса Кларка Росса и назван в честь капитана Королевского военно-морского флота, достопочтенного лорда Джорджа Паулета. В 1903 году, во время шведской антарктической экспедиции под руководством Отто Норденшёльда, корабль «Антарктик» был раздавлен льдами и затонул у берегов острова.

## Важная орнитологическая территория
Остров был идентифицирован как важная орнитологическая территория согласно международной организации BirdLife International, поскольку он обеспечивает условия для гнездовья около 100 000 пар пингвинов Адели. На остове также гнездятся другие виды птиц, такие как императорские бакланы, снежные буревестники и доминиканские чайки.